# İbrahim Coşkun

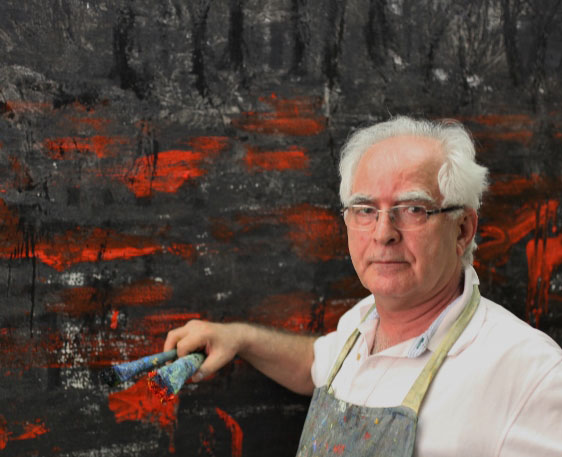
Ibrahim Coşkun im Berliner Atelier (2015)

Der Künstler Ibrahim Coşkun (* 1955 in Tunceli, Türkei) gehört einer türkischen Minderheit an, die sich "Kırmanc" nennt. Im Mittelpunkt seines Schaffens stehen die uralte tragische Geschichte dieser Volksgruppe und die einmalige, von Erinnerungen schwere Landschaft ihrer Heimat in Anatolien.

## Leben
Im Jahr 1970 reiste İbrahim aus der Türkei nach Deutschland aus und studierte dort Malerei und Fotografie an der privaten Pariser Kunst Akademie in Hamburg. Zwischen 1980 und 1984 lernte er bei Professor Fred Thieler in Berlin, der zur damaligen Zeit an der Hochschule der Künste, der heutigen Universität der Künste Berlin, informelle Malerei lehrte.
Nach einer Reise in die Türkei wurde İbrahim 1984 das Ausreiseverbot erteilt, sodass er vorerst nicht nach Deutschland zurückkehren konnte. In Ankara wurde er 1987 Gründungsmitglied des Menschenrechtsvereins Türkei (İnsan Hakları Derneği). Im Jahr 1989 floh er aus der Türkei und wurde in Deutschland von Willy Brandt empfangen, der sich damals mit seinem Schicksal auseinandergesetzt hatte. Ab 1989 bis 2001 führte er in Bielefeld seine künstlerische Tätigkeit fort.
Seit 2002 lebt und arbeitet İbrahim in Berlin. Von 2011 bis 2014 engagierte er sich als Kunstdozent an einer deutschen Oberschule. Zurzeit arbeitet er als freischaffender Künstler in Berlin, Istanbul und Bodrum.

## Künstlerisches Schaffen
Die Werke von İbrahim Coşkun werden von mehreren Kunsthistorikerinnen und Kunsthistorikern hoch bewertet. Tayfun Belgin (Direktor des Osthaus Museum Hagen), einer der führenden Kunsthistoriker Europas, begleitet İbrahim Coşkun seit über 20 Jahren und hat bereits zwei Bücher mit ausgewählten Werken herausgegeben: im Jahr 2000 "Spuren", 2015 "Versteinerte Lieder".
Tayfun Belgin schreibt über İbrahim Coşkun:
"İbrahim ist ein Kämpfer mit der Farbe. Alle expressiven Werke, die einer Gegenständlichkeit folgen, stellen sich im Resultat als Bilder dar, die in einem geistigen wie emotionalen Prozess errungen wurden. Ohne Frage offenbaren alle Werke eine Gefühlsdimension, die ihresgleichen sucht. İbrahim bevorzugt pastose und zugleich miteinander kontrahierende Farben. Die Farben bestimmen eine Bildwelt, die sich abstrakt und ausdrucksstark definieren kann. Auch solche Bilder finden wir bei ihm, Werke, die keinen unmittelbaren Bezug zu einem Gegenstand oder Motiv haben. Wenn er seine inneren Farben umsetzt und pastos auf der Leinwand agieren lässt, schafft er Welten, die eine westliche Malerei im zeitgenössischen Kunstkontext nicht kennt. Diese Bilder haben eine biographische Matrix. Sie sind die Essenz einer inneren Welt, die schrittweise nach außen dringen kann.
Gleichzeitig schafft İbrahim Landschaftsbilder, die deutlich über das klassische Genre der Landschaftsmalerei hinausgehen. „Landschaft“ ist hier im besten Sinne auch Gefühlslandschaft. Landschaft bezeichnet den Boden, zugleich auch die Erinnerung. Häufig sehen wir starke Brüche in der Landschaft. Es sind daher keine vordergründig romantischen Landschaftsmotive, die uns in dieser Malerei begegnen. Landschaft ist Heimat, zugleich auch eine Aufzeichnung eines jenes emotionalen Bruches, der durch militärische Operationen verursacht wurde. Viele Menschen kehrten nach Jahrzehnten des Krieges zurück in ihre ehemalige Heimat und fanden eine verseuchte Umwelt wieder. İbrahim spricht nicht nur für sich, wenn er diese karge Landschaft mit der Hinterlassenschaft des Kriegs in eine ästhetisch zu bewältigende Welt formt. Die Erfahrungen anderer finden subkutan Eingang in diese Bildwelt."

## Einzelausstellungen (Auswahl)
Seit 1984 hat İbrahim zahlreiche nationale und internationale Ausstellungen, u. a. in Schweinfurt, Mersin (Türkei), Adana (Türkei), Bielefeld, Düsseldorf, Luxemburg, Brüssel, Istanbul, Ankara und Berlin.
- 1999 Galerie des Landtages NRW, Düsseldorf
- 2000 Galerie Fischer, Berlin
- 2001 Galerie des Kulturministeriums Türkei, Istanbul
- 2004 Galerie Tammen und Busch, Berlin
- 2005 Landesmuseum Herne, Herne
- 2007 UNESCO Kulturtage Basel
- 2008 Galerie im Verdi-Haus, Berlin
- 2010 Robert Koch-Institut, Berlin
- 2012 Solitär Galerie Berlin
- 2013 Galerie des Landtages NRW, Düsseldorf
- 2015 "ART vision" by Otto Nagel, UNIQ Istanbul

## Werke

### Werke aus der Serie "Erdspuren"
Zu den "Erdspuren", denen ein ganzer Katalog gewidmet wurde, schreibt die freie Journalistin und Autorin Birgit Kahle im Vorwort:
„»Erdbilder« nennt Ibrahim Coskun seine zwischen 1997 und 1999 entstandenen Arbeiten. Das ist sein ganz persönlicher Arbeitstitel, offiziell trägt kaum eines seiner Werke einen Namen. »Ich bin wie damals, in meiner Kindheit, auf der Suche nach Strukturen von Erde, nach dem, was sie vor mir geheim hält.« Hin und wieder gelingt es ihm, eines dieser Rätsel zu entschlüsseln. Dann bekommt der Begriff »Erde« auf der Leinwand eine haptische Qualität, wird dreidimensional, lebendig. Ein Strudel von Sehnsüchten öffnet sich dem Betrachter, dessen stärkster Sog ein Verlangen nach Berührung ist. Ahnend, dass unter der Anmut der Farben noch ein anderer, metaphysischer Schatz liegt.“
Birgit Kahle betont nicht zuletzt den „politischen Status quo“ der Werke: „Entvölkerte Dörfer, verwaiste Häuser ‒ Coskun skizziert ein Kurdistan, das, sollten die Verhältnisse sich nicht ändern, ausschließlich Geisterstädte beherbergt. Ruinen aus Stein und versteinerte heimatlose Seelen. Hasspotenzial satt für unzählige Generationen.“ Diese Diagnose, so muss man sagen, ist heute aktueller denn je!

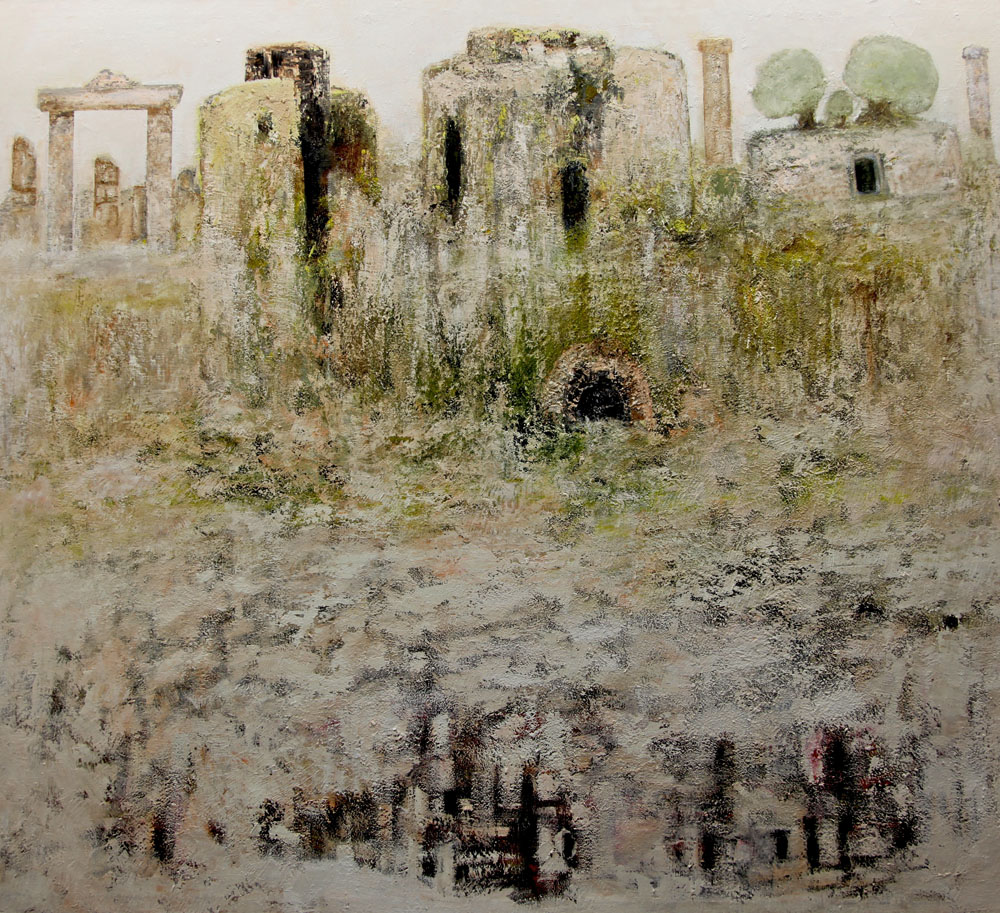
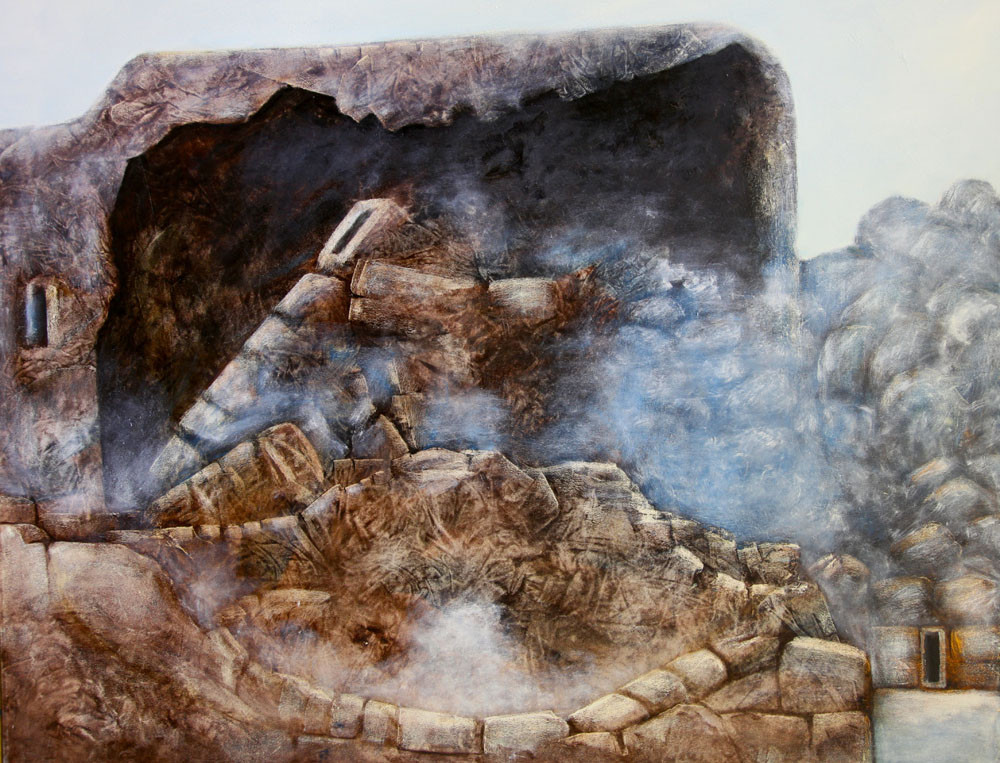
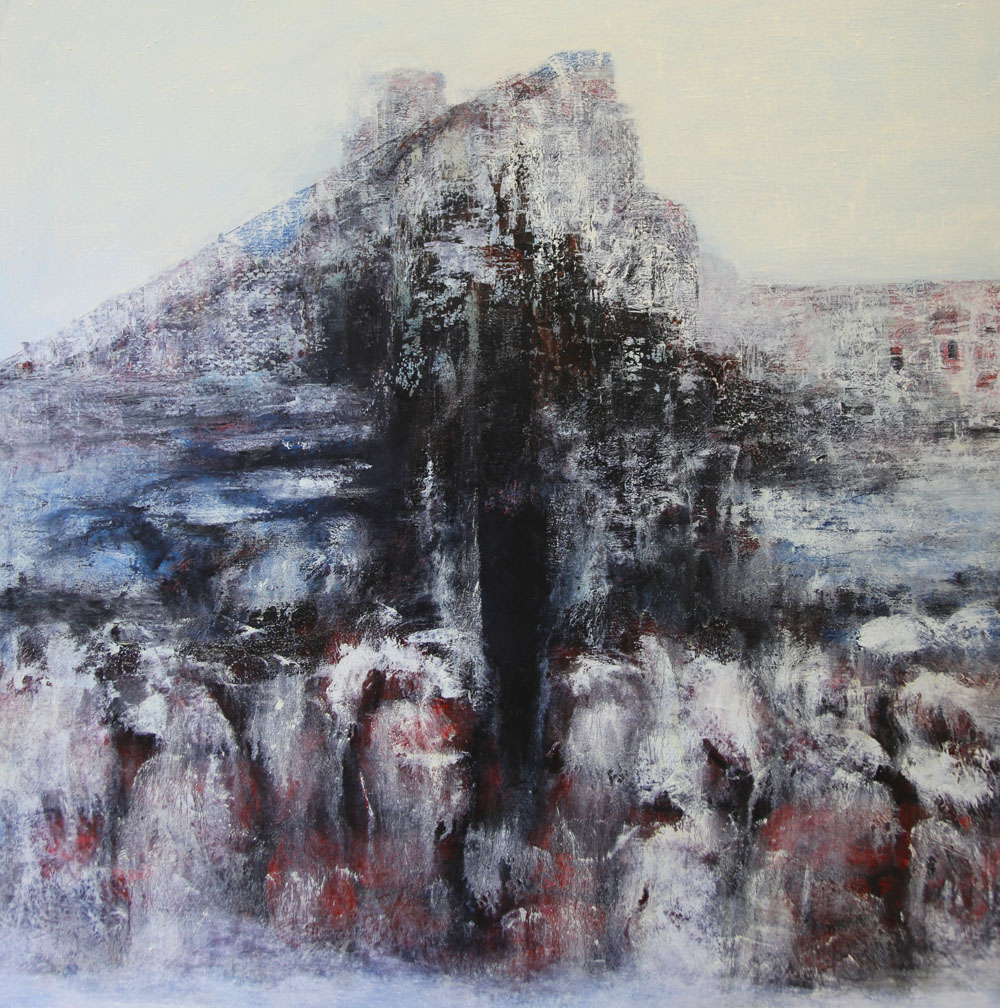
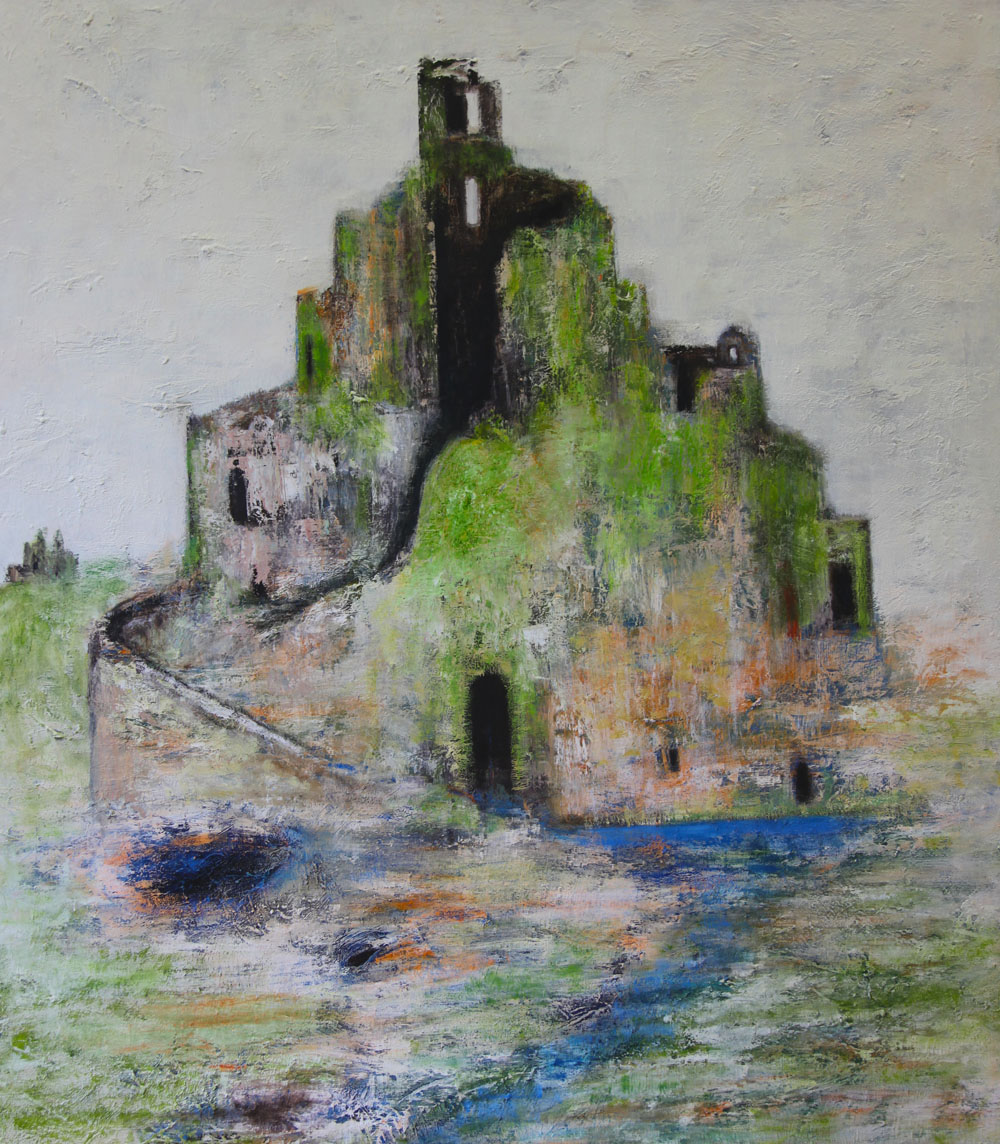
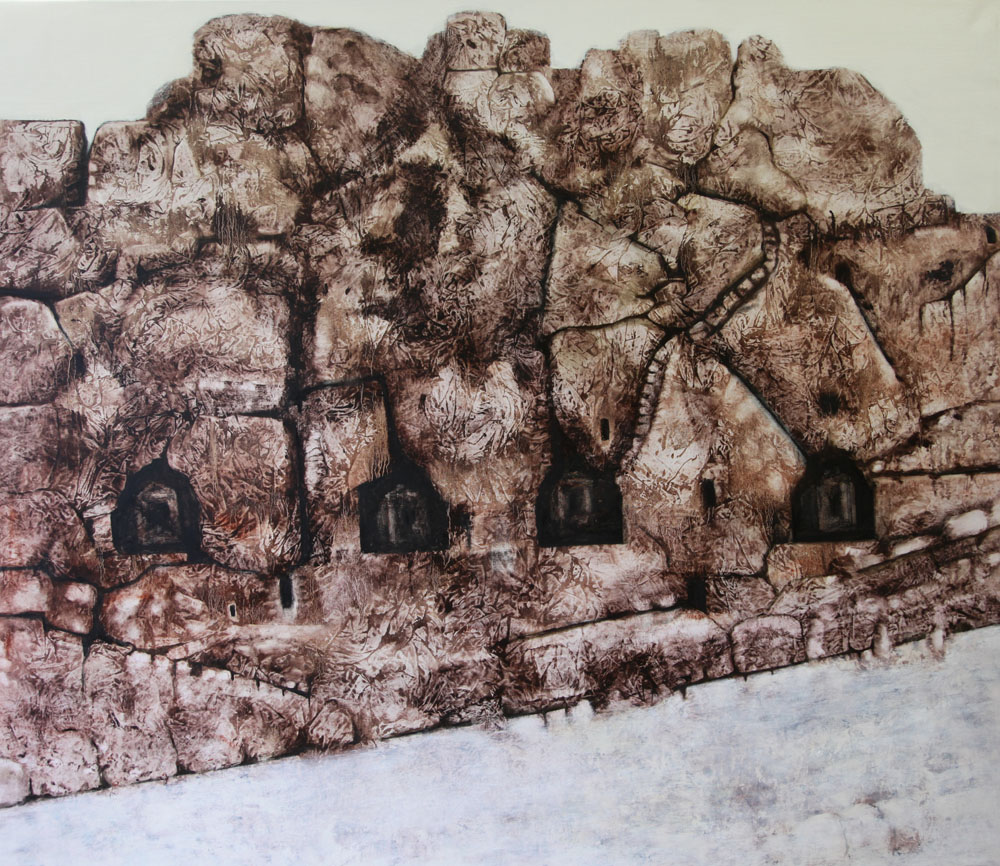

### Werke aus der Serie "Farbspuren"

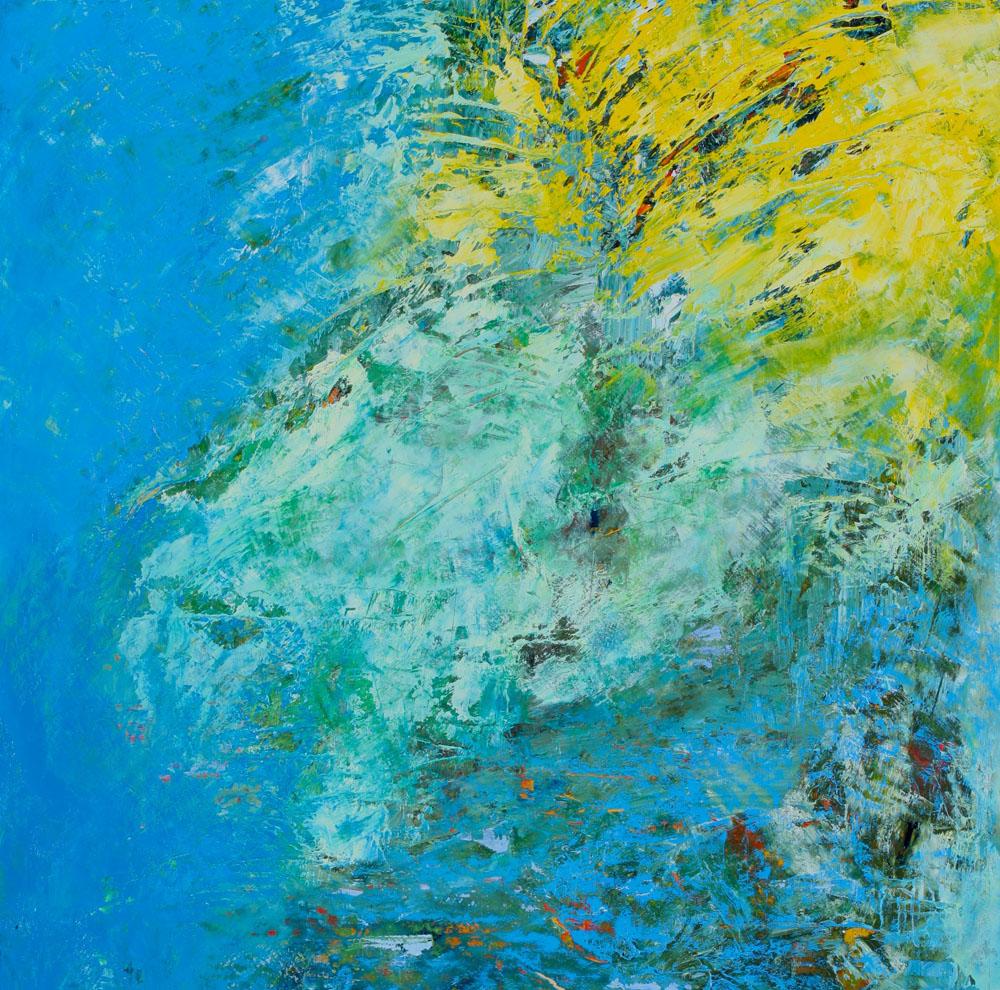
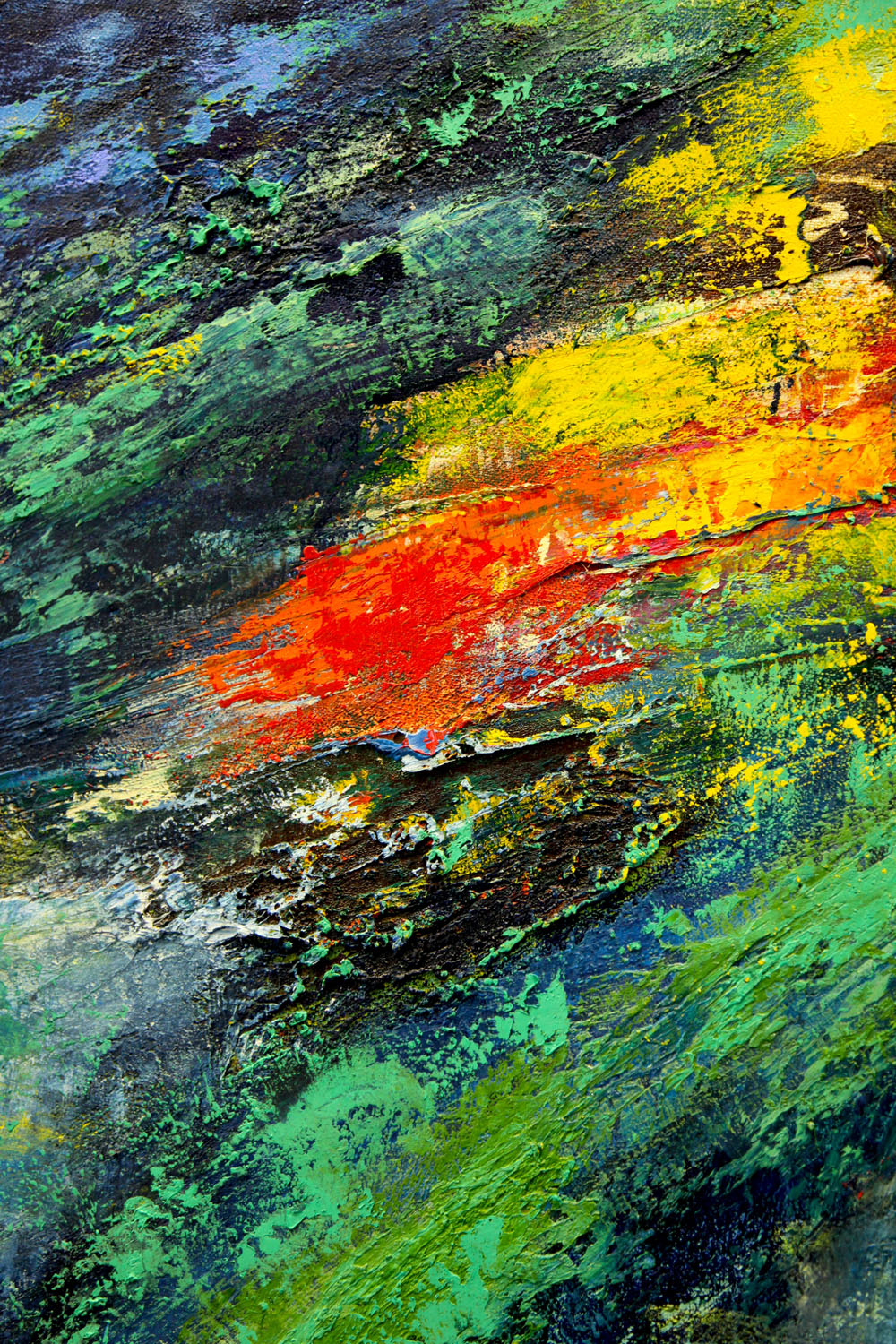
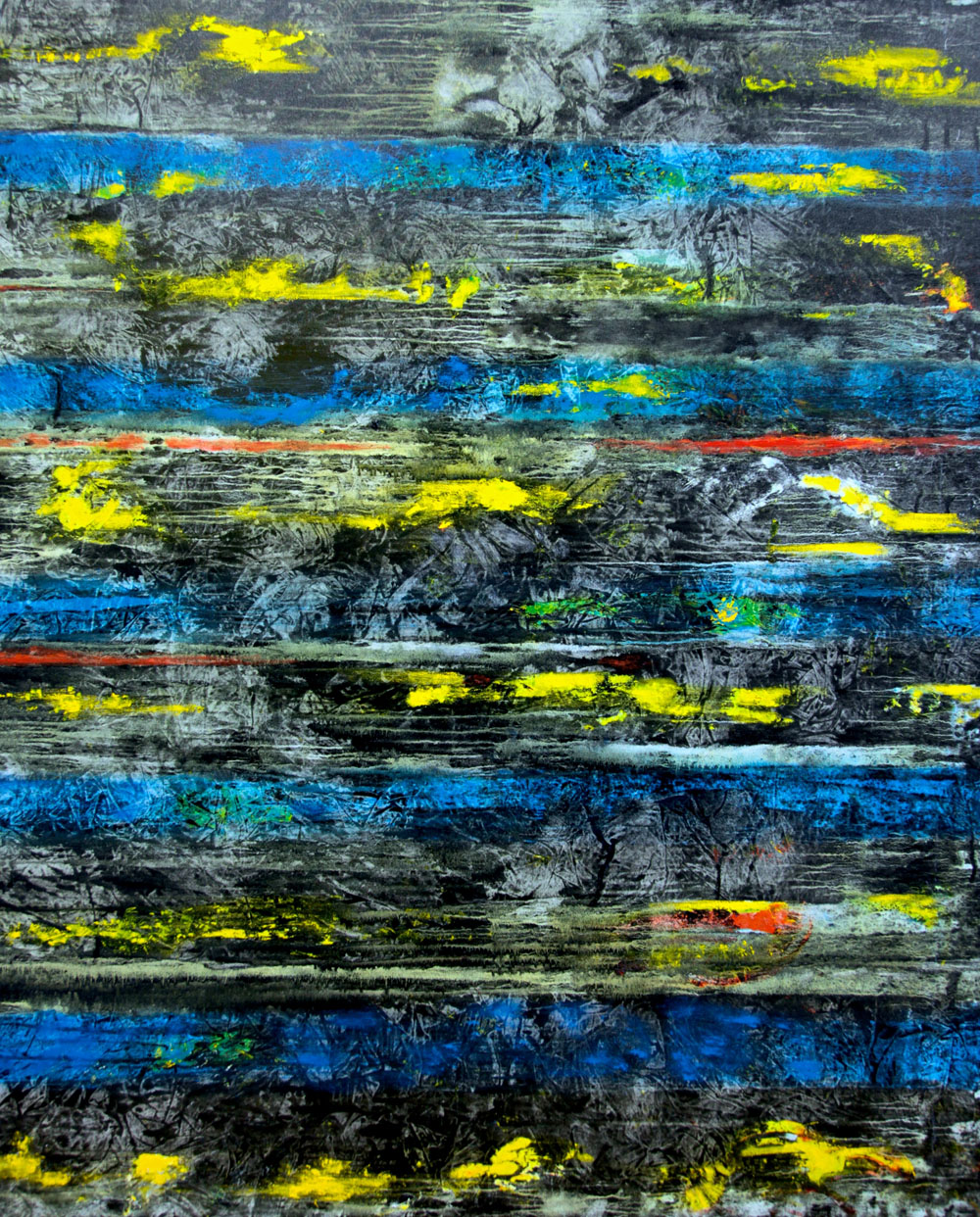
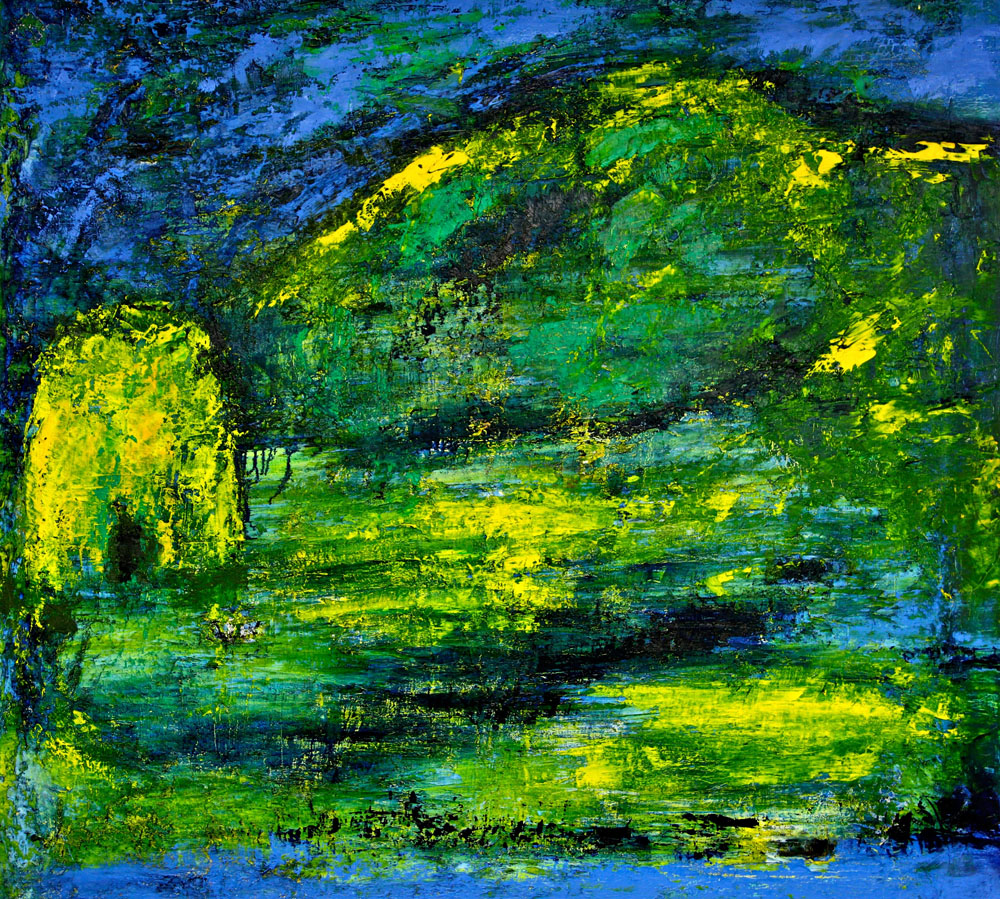
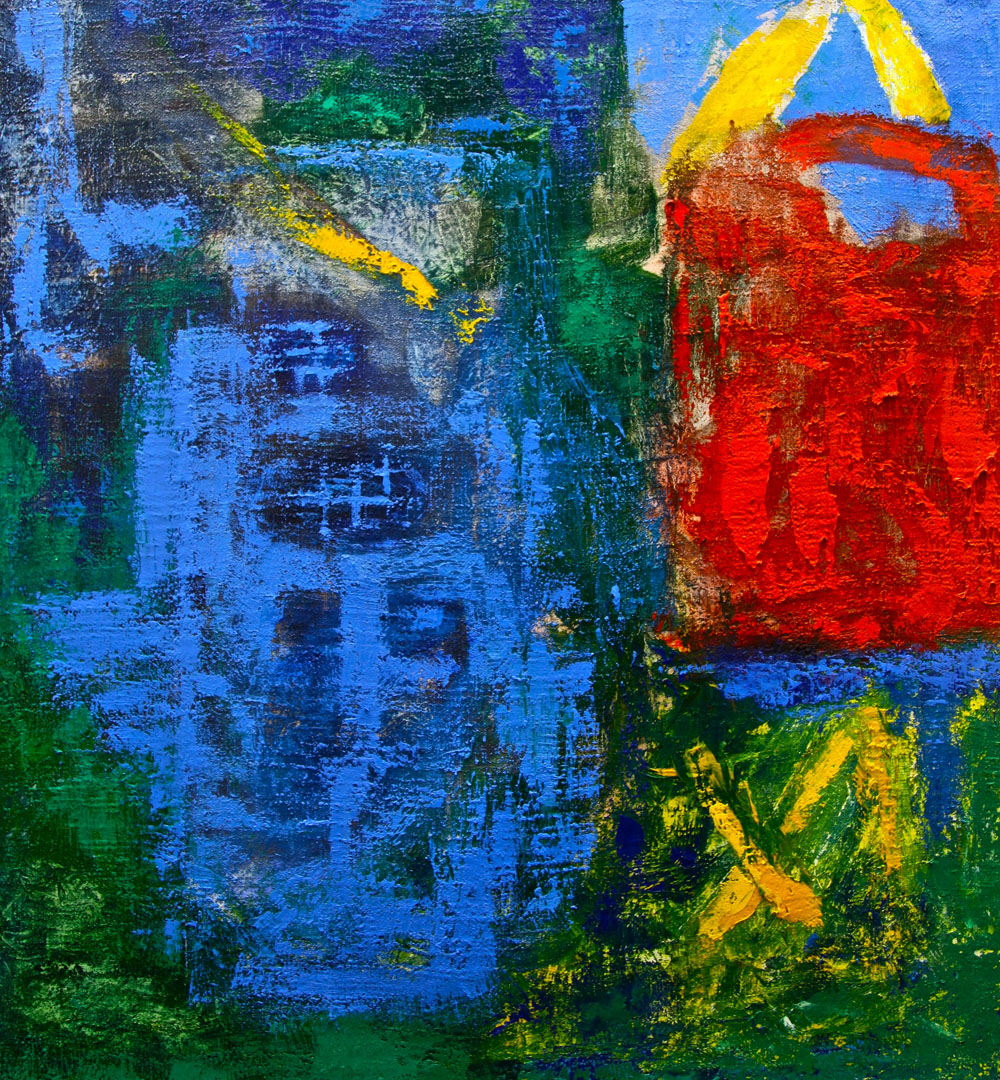

### Werke aus der Serie "Versteinerte Lieder"
Der Kunsthistoriker Tayfun Belgin über die "Versteinerten Lieder":
"Neben den Architekturbildern, die zumeist antike Ruinen oder durch Nebelschleier gesehene Reste von baulichen Ensembles zeigen, finden wir Werke, die sich intensiv dem einst bevorzugten Baustoff dieser Region widmen: den Steinen. Sie wirken wie große steinerne Figuren, die ihre Sprache verloren haben und uns Betrachter fragend anschauen, dem Anschein nach sind es versteinerte Äußerungen. Es ist ein kleiner emotionaler Schritt unsererseits, in diesen Steinbildern einen geschichtlichen Kosmos zu verspüren, der sich auf das lange, bisweilen von großem Leid geprägte anatolische Leben bezieht. Ein Blues, der heute noch nachwirkt, in der Sprache, in der Musik, im Alltag."

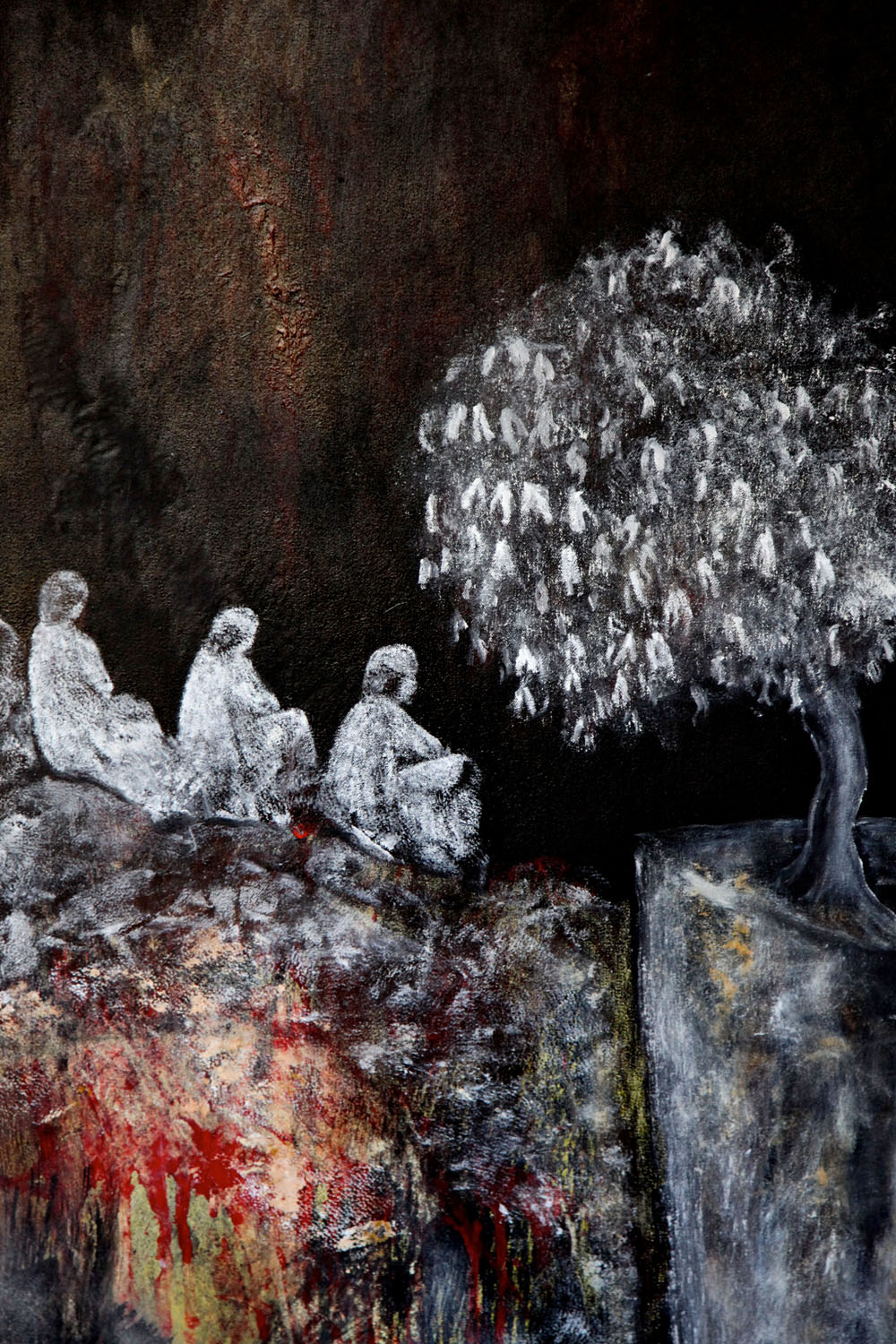
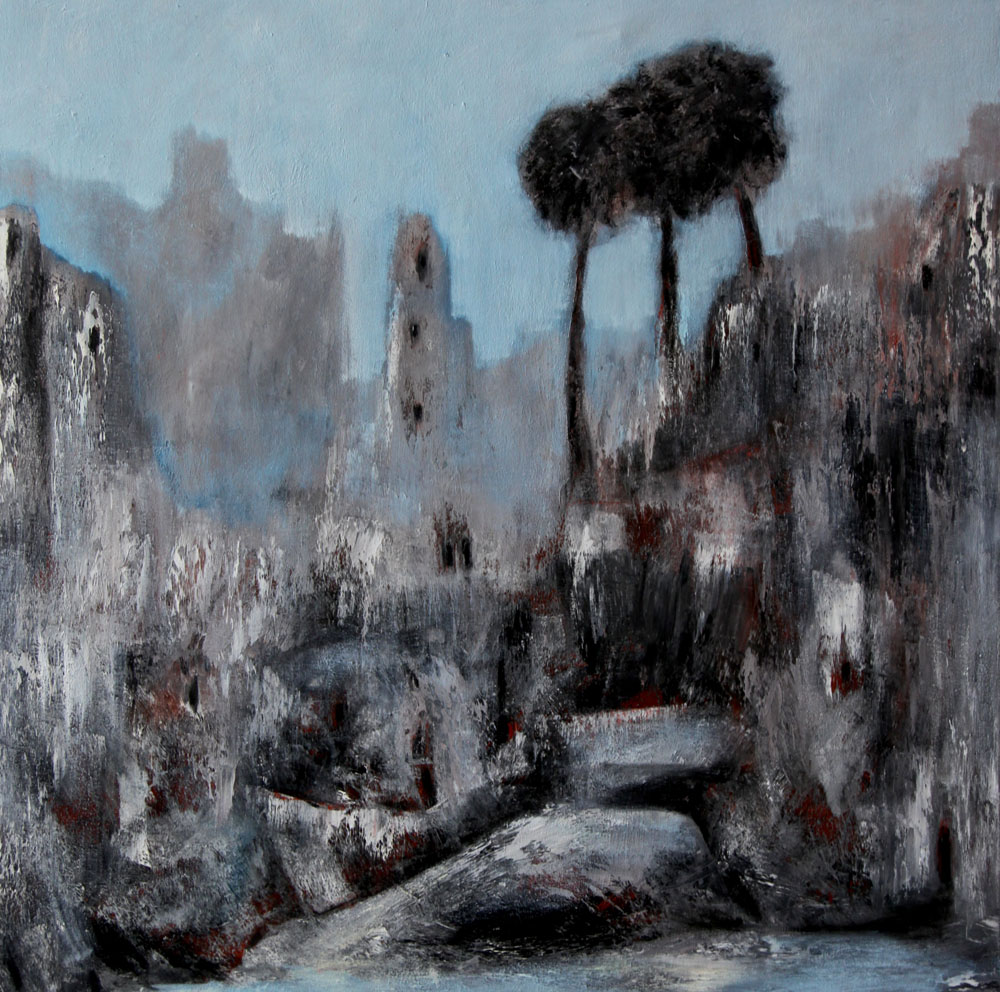
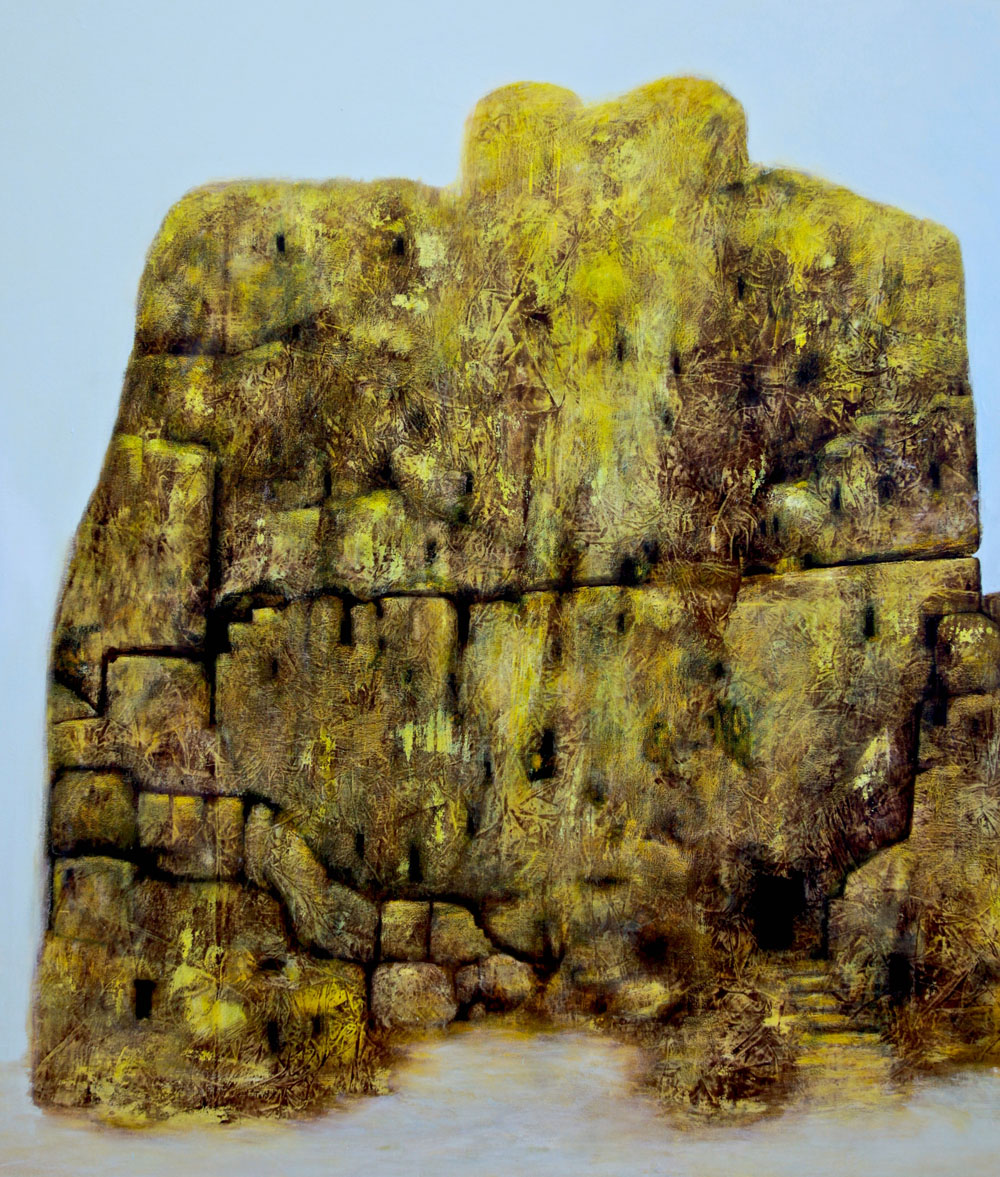
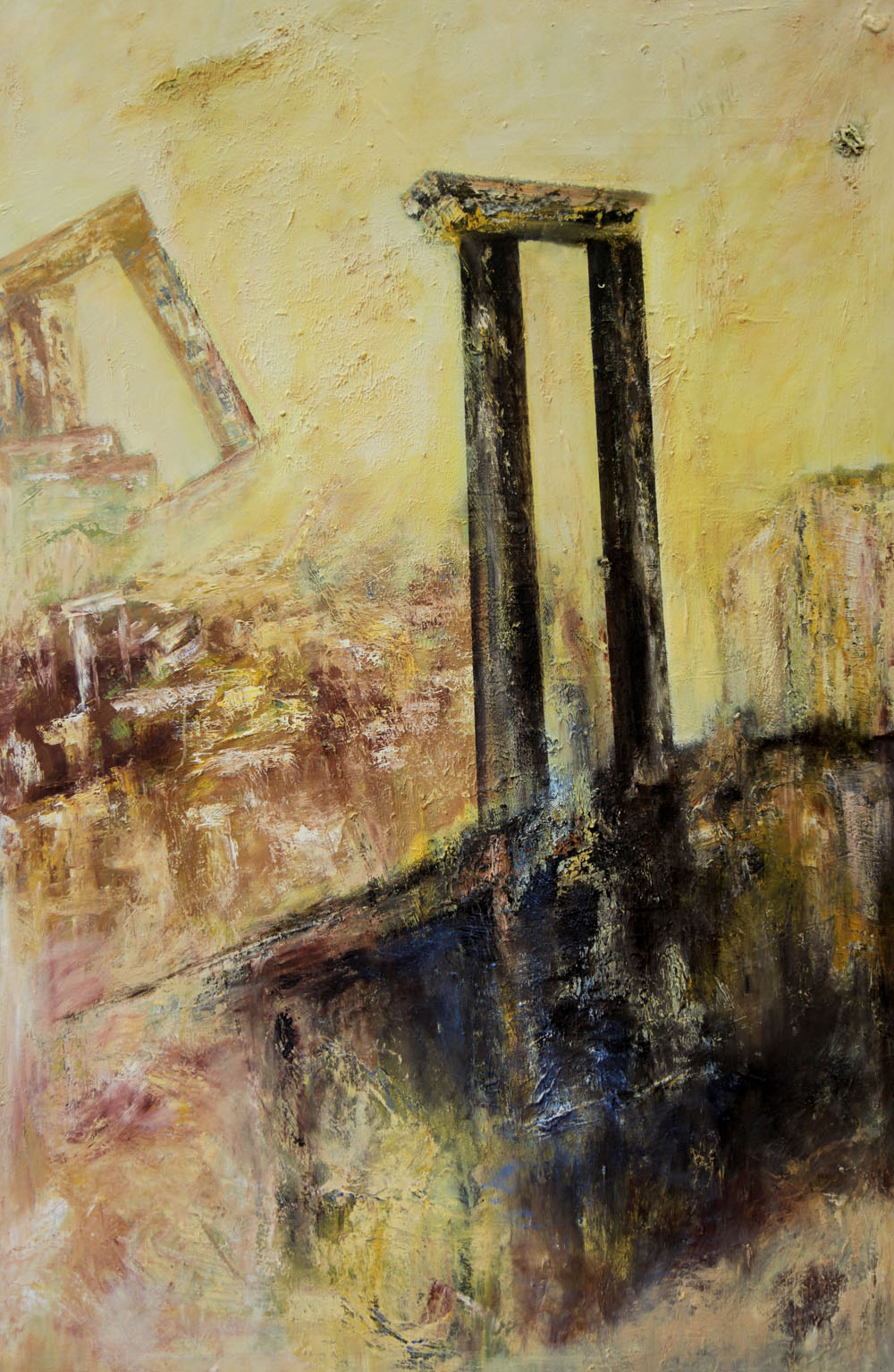
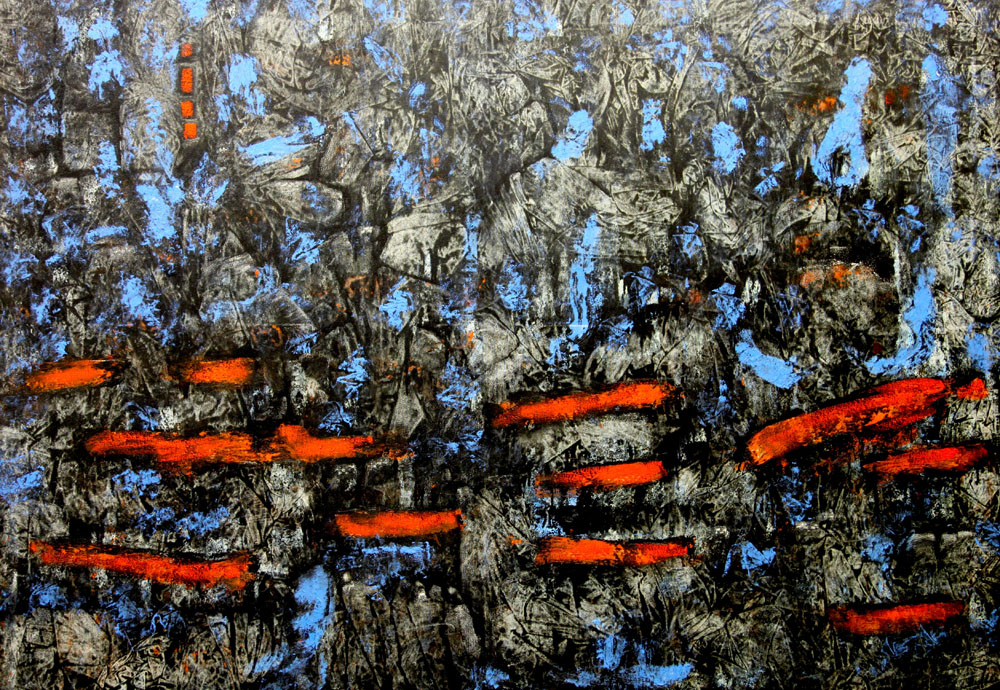